# Dursley
Dursley er en købstad og civil parish i Stroud District i Gloucestershire, England. Den ligger mellem byerne Bristol og Gloucester. Denligger på den nordøstlige del af Stinchcombe Hill, omkring 6,5 km sydøst for floden Severn. Byen er stort set vokset sammen med landsbyen Cam. i 2021 havde Dursley 7.463 indbyggere.
Dursley har haft en borg, opført af Roger de Berkeley i 1153, men den er helt væk i dag.